# 小池理子
小池理子（1991年1月1日—）是日本的女性聲優，福井縣出身。隸屬於Holy Peak。

## 人物
2015年5月參加「鎖鏈戰記角色聲音甄選」的一般部門，通過二次審查。後來在最終公開甄選時獲得鎖鏈戰記開發者賞，並為遊戲中的角色藥師弓者芭茹配音。
2017年5月加入Holy Peak。2019年放送的電視動畫《動物朋友2》中的獰貓為初次演出主角的作品。
喜歡機器人動畫，在看了《機動武鬥傳G GUNDAM》後開始想當聲優。
成為聲優前曾當過巫女。大學時代攻讀認知心理學。

## 演出作品
※粗體字為主要角色。

### 電視動畫
2016年
- 超心動！文藝復興（女學生）
- 夢幻慶典

2018年
- 遙的接球（砂川舞[8]）

2019年
- 動物朋友2（獰貓[9]）

2020年
- 喷嚏大魔王2020（女高中生）

2021年
- 星光魔法（喵姆）

2022年
- 錆色盔甲-黎明-（幼少 ルシオ）
- Love Live! Superstar!!

2023年
- 未來是這樣嗎？不一定喔！（女孩子[10]）

### 遊戲
2015年
- 鎖鏈戰記（藥師弓者芭茹[2]）
- Chaos Dragon 混沌戰爭（〈小孩時代〉）

2016年
- 世界鎖鏈（安妮·歐克麗、壹與、胡安娜·達爾布雷、瑪麗亞·特蕾莎、和泉式部、阿提婭）

2017年
- 天使帝國 幻獸之月（克莉絲）
- 麻雀鬥牌鬥技場（帕拉克絲、荷拉、托利特）
- WAR OF BRAINS（修特、傾星大喬、爆破兵包查、次元守衛W修特）

2018年
- Fight League 交鋒聯盟（泰瑞莎·史柯普[11]）
- 言靈戰士（獰貓）

2019年
- ω迷宮Life（黃蓮寺鈴音[12]）

### 旁白
- 降臨！偶像神（2018年，Flick!On!TV）
  - 降臨！偶像神Z

### 舞台
- Sorarine。#14「PANGEA」（2014年10月29日－11月3日，WestEndStudio）[13] - 飾演 娜伊
- 劇團「神保町界隈」第4回公演「偶像女忍者忍法帖 ―風魔四姊妹的逆襲―」（2016年10月13日－16日，Theatre BONBON） - 飾演 陽炎[14]

### 影像商品
- DVD 現代心理學系列 認知心理學（2015年）

### 其他
- 創作社團 NEXiT 自主製作作品「Bijugirl!」（2015年，柚木繪美）

## 外部連結
- 事務所官方簡歷 （页面存档备份，存于）（日語）
- 小池理子的X（前Twitter）（日語）